# ナニャドヤラ
ナニャドヤラ（なにゃどやら）とは、青森県南部から岩手県北部にかけての地域及び秋田県鹿角地方の旧南部藩領内に伝わる盆踊り。盆踊りでの「はやし歌」の歌詞からとられた名称。「ナニャトヤラ」とも言われる。
踊りに定型はなく、地域によって、あるいはひとつの地域に何種類も伝わっている。南部地方以外の人にはニャンニャンと聞こえたため、「南部の猫唄」とよばれていた。
土地の老若男女が夜を徹して踊りながら歌い、この晩だけは普段思い合っている男女が夜陰にまぎれて思いを遂げることを許されていたという。

## 歌詞
長い間、さまざまに解釈されてきた歌詞は、歌の中でのはやし言葉として現れる。また地域によってもばらつきがあり、研究者が方言を聞き取って表記したため、さまざまな文献によって表記が異なる。
現在行われている「ナニャドヤラ大会」で見られる歌詞は以下の通り。

## 歌詞をめぐるさまざまな説
あまりにも意味不明な歌詞のために古来さまざまな研究者が興味を持ち、数多くの説が発表されている。

### 柳田國男説
民俗学者の柳田國男が岩手県九戸郡種市町の漁村・小子内（現洋野町小子内）に立ち寄り、そこで見た盆踊り「ナニャドヤラ」について短編「清光館哀史」に書き起こした。この短編は、一時期、高校の国語の教科書にも掲載された。柳田が村の娘に教わったというその歌詞は
これを柳田は「何なりともせよかし、どうなりとなさるがよい」
と、祭りという特別な日に、男に向かって呼びかけた恋の歌、としている。

### 道歌説
青森県八戸市の中里義美の説。
「なせばなる、なさねばならぬ何事も」のいわゆる道歌が、南部地方の方言によって今の形になった、とする。
1949年、宮中に学士院会員が招かれた際、三笠宮崇仁親王が言語学者の金田一京助に対して「ナニャドヤラ」について質問した際に報告している。

### ヘブライ語説
岩手県一戸町出身の神学博士・川守田英二が大正時代に唱えた説。青森県新郷村（旧戸来村）に伝わる「キリストの墓」伝説にからめて解釈された。ヘブライ語で読むと民族の進軍歌になる、とした。
「ナギャド」は、「前方へ」という副詞と「指導者」という名詞になっているという。「ナサレ」は「掃蕩」という意味。そこで「ナギアドナサレ」は、「前方を掃蕩する」という意味だという。そこで進軍歌として、「御前に聖名をほめ讃えん　御前に毛人を討伐して　御前に聖名をほめ讃えん」という意味だと発表した。
この衝撃的な説は1950年代に一度全国的に有名になる。さらに1949年、金田一京助が三笠宮に別の説を報告した時、川守田は東京新聞にて反論を掲載した。この時もまた、ナニャドヤラの謎は全国的な話題になった。

### 梵語説
南北朝時代、長慶天皇が足利氏に追われ、三戸郡名久井岳の近くに隠れ住んだ際に、味方に無事を知らせる内容を里人に唄わせたという説。
この「長谷嶺居野宰叡」が「長谷よりほかに住む都がない」という意味になるという。

## 観光資源として
現在、ナニャドヤラの謎をひとつの観光資源として、各地で関連した行事が行われている。
- 岩手県洋野町大野「北奥羽ナニャドヤラ大会」
- 青森県新郷村「キリスト祭り」